# Rhododendron asperrimum
Rhododendron asperrimum är en ljungväxtart som beskrevs av Herman Otto Sleumer. Rhododendron asperrimum ingår i släktet rododendron, och familjen ljungväxter. Inga underarter finns listade i Catalogue of Life.